# Tauperlitz
Tauperlitz und Neutauperlitz sind zwei zusammengewachsene Gemeindeteile der Gemeinde Döhlau im Landkreis Hof (Oberfranken, Bayern).

## Geographie
Die Kreisstraße HO 5 verbindet das Pfarrdorf mit Hof und Kautendorf.

## Geschichte
Siedlungsgeschichtlich bedeutsam ist die Turmhügelburg Tauperlitz unweit der Südlichen Regnitz. In der Parkanlage erinnert ein Gedenkstein an die in Tauperlitz geborene Künstlerin Thea von Harbou. Die Ansiedlung erfolgte entlang einer Altstraße. Ortsadelige Familien wie die Uttenhofen, die Rabensteiner zu Döhlau und die Waldenfels waren dort begütert. Im Markgraftum Brandenburg-Kulmbach befand sich im Ort ein Rittergut als Teil der vogtländischen Ritterschaft, das mit dem Recht der Schriftsässigkeit ausgestattet war. Zu den Baudenkmälern zählen zwei Steinkreuze und ein Wohnstallhaus. 
Die Erlöserkirche gehört zum Evangelisch-Lutherischen Dekanat Hof. Am Tauperlitzer See findet jährlich u. a. das Tauperlitzer Seefest statt.